# ريتشارد أوليفر غروس
ريتشارد أوليفر غروس (بالإنجليزية: Richard Oliver Gross)‏ هو نحات وفلاح نيوزيلندي، ولد في 10 يناير 1882 في بارو إن فورنيس في المملكة المتحدة، وتوفي في 27 ديسمبر 1964.